# Lasserre (Pyrénées-Atlantiques)
Lasserre ist eine französische Gemeinde mit 114 Einwohnern (Stand 1. Januar 2022) im Département Pyrénées-Atlantiques in der Region Nouvelle-Aquitaine (vor 2016: Aquitanien). Die Gemeinde gehört zum Arrondissement Pau und zum Kanton Terres des Luys et Coteaux du Vic-Bilh (bis 2015: Kanton Lembeye).
Der Name in der gascognischen Sprache lautet Lassèrra oder La Sèrra.

## Geographie
Lasserre liegt circa 40 Kilometer nordöstlich von Pau am nordöstlichen Rand des Départements in der Region Vic-Bilh in der historischen Provinz Béarn.
Umgeben wird Lasserre von den Nachbargemeinden:
|                 | Crouseilles                                 |          |
|                 | Kompassrose, die auf Nachbargemeinden zeigt | Bétracq  |
| Séméacq-Blachon |                                             | Monpezat |

Der Larcis, ein Nebenfluss des Lées, markiert die westliche Grenze zur Nachbargemeinde Séméacq-Blachon.

## Geschichte
Die heutige Gemeinde Lasserre auf einer waldigen Anhöhe zwischen den Tälern des Larcis und des Bergons umfasst die früheren Dörfer Lasserre, Langassous und Lous Tilhs. Die Funde einer Feuerstelle und Fragmente brauner und weißer Tongefäße an der Stelle der früheren Motte von Langassous erlaubt die Datierung der Besiedelung des Landstrichs auf das 10. oder 11. Jahrhundert.
In der Volkszählung des Béarn im Jahre 1385 wurden in Lasserre nur drei Haushalte, in Langassous nur zwei gezählt und die Zugehörigkeit der Dörfer zur Bailliage des Erzpriestertums von Lembeye festgehalten. Trotz der geringen Größe versammelten sich die Leibeigenen in Lasserre zur Begleichung der jährlichen Abgaben. Das Dorf wurde gleichzeitig von einer Grundherrschaft und einem Laienkloster verwaltet, wobei das Laienkloster im Zuge der Hugenottenkriege im 16. Jahrhundert verschwand. Die Familien Sadirac, Samsons, Lons und Crouseilles wechselten sich in der Grundherrschaft des 16. und 17. Jahrhunderts ab.
Toponyme und Erwähnungen von Lasserre waren:
- La Serre (13. Jahrhundert, fors de Béarn, Manuskript aus dem 14. Jahrhundert),
- La Serre de Bic-Bilh (1375, Verträge des Notars Luntz, Blatt 101),
- La Serra de Siro (1538, Manuskript aus dem 16. Jahrhundert; Siro ist der Name eines Bauernhofs, heute in Crouseilles) und
- Lasserre (1750, Karte von Cassini).[5][6]

Toponyme und Erwähnungen von Langassous waren:
- Lanegassos (1385, Volkszählung im Béarn),
- Lane Gassoos (1443, Vorschriften des Obersten Gerichtshofs des Béarn),
- Lanagasoos und Langassos (1538 bzw. 1546, Manuskriptsammlung des 16. bis 18. Jahrhunderts) und
- Langassau (1750, Karte von Cassini).[5][6]

### Einwohnerentwicklung
Nach Höchstständen von rund 250 Einwohnern in der ersten Hälfte des 19. Jahrhunderts fiel die Einwohnerzahl mit kurzen Erholungsphasen bis zu den 1920er Jahren auf ein Niveau von rund 100 Einwohnern zurück, das bis heute gehalten wird.
| Jahr      | 1962 | 1968 | 1975 | 1982 | 1990 | 1999 | 2006 | 2009 | 2022 |
| --------- | ---- | ---- | ---- | ---- | ---- | ---- | ---- | ---- | ---- |
| Einwohner | 88   | 104  | 111  | 101  | 116  | 101  | 90   | 96   | 114  |

## Sehenswürdigkeiten

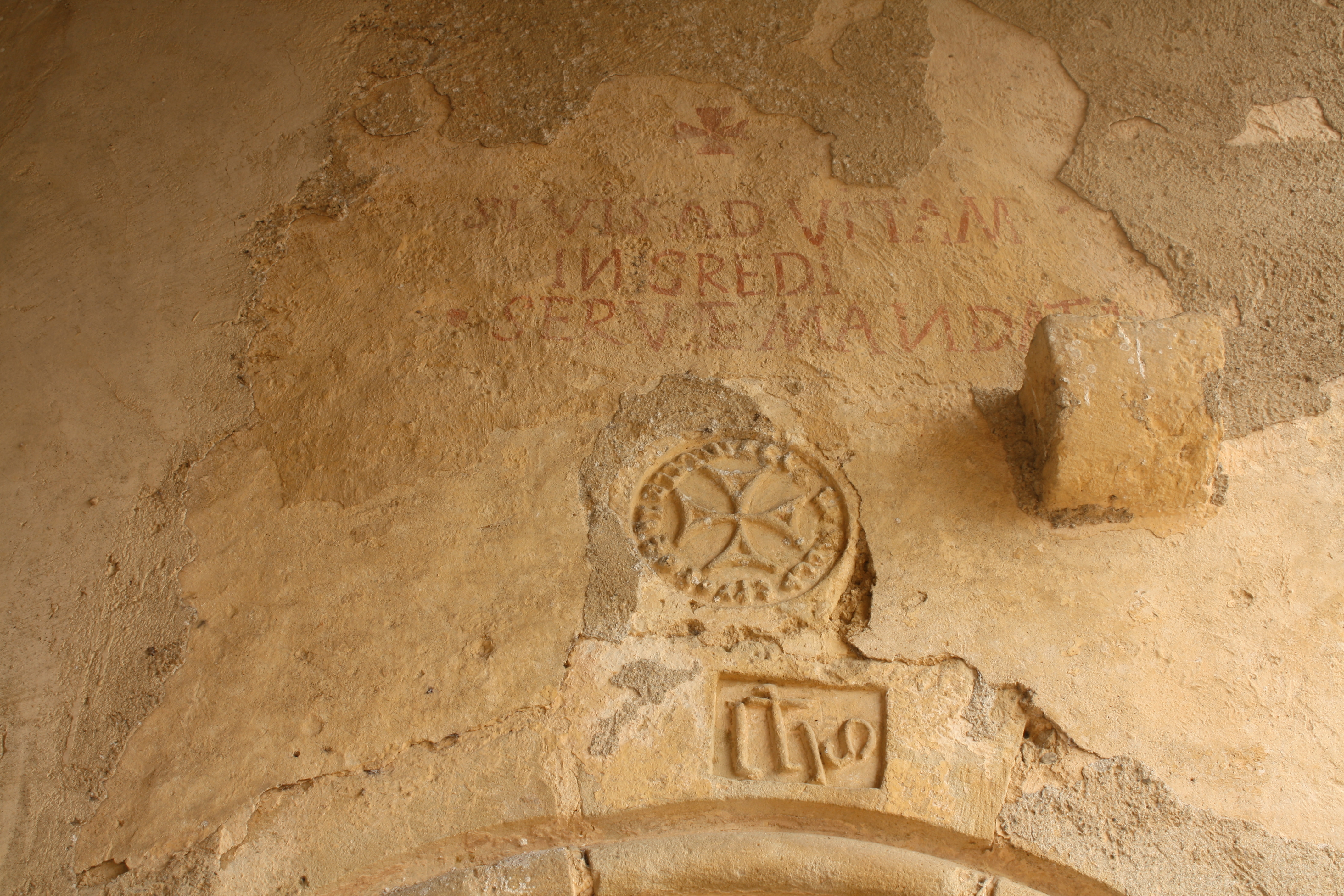
Inschrift über dem Eingang zur Pfarrkirche Saint-Martin

- Pfarrkirche von Lasserre, geweiht Martin von Tours. Von der romanischen Kirche des 12. oder 13. Jahrhunderts hat allein ein Teil der Nordwand die Jahrhunderte überdauert, der in einem regelmäßigen Mauerwerksverband mit Steinen mittlerer Größe angeordnet ist. Gegen 1472 wurde der Bau teilweise neu errichtet, wie die Jahreszahl über dem südlichen Eingang belegt. Wie ein großer Teil der Kirchen im Vic-Bilh, so ist auch dieses Gotteshaus im 16. Jahrhundert befestigt worden, um die Bewohner vor Angriffen in den Hugenottenkriegen zu schützen. In der Folge ging die Kirche in den Besitz des Malteserordens über, worauf das Malteserkreuz über dem Eingangsportal hinweist. Es befindet sich unter einem in roter Schrift gehaltenen Spruch in Latein. Die rote Farbe soll an das Blut erinnern, das durch Jesus Christus vergossen wurde. Im 18. Jahrhundert wurden umfangreiche Umbauten durchgeführt, insbesondere die Erweiterung von Fensteröffnungen. Lasserre wurde überdies eine Filialgemeinde von Arrosès, einem Erzpriestertum von Lembeye. Aus dieser Zeit stammen auch viele bemerkenswerte Ausstattungsgegenstände, der Tabernakel, der dem Künstler Jean Brunelo zugeschrieben wird, die floralen Verzierungen des Chors und der Flügelaltar, auf dem in der Mitte die Kreuzigung Christi und auf den Seiten die Heiligen Petrus und Paulus dargestellt sind. Viele weitere Ausstattungsgegenstände stammen aus dem 17. bis 19. Jahrhundert und sind als nationale Kulturgüter registriert.[9][10][11] Der Türgriff aus Eisen des Eingangs der Kirche hat ein außergewöhnliches Detail. Er besitzt die Form einer Jakobsmuschel und verweist auf die Wallfahrt nach Santiago de Compostela. Ein Jakobsweg führt auch durch die Region.[12]

- Ruinen der Burganlage von Pulit. Die Burg bestand aus einem kegelförmigen Erdhügel und einem Innenhof und wurde „motte de Langassous“ nach den Grundherren genannt, die vermutlich im 14. Jahrhundert ihre Lehen einrichteten. Sie ist als Langassau auf der Karte von Cassini 1750 eingetragen. Der ehemalige Innenhof ist zu einem Weinkeller umgewandelt, dessen Weingut „Château de la Motte“ hauptsächlich Weine der AOC Madiran produziert.[13]

## Wirtschaft und Infrastruktur

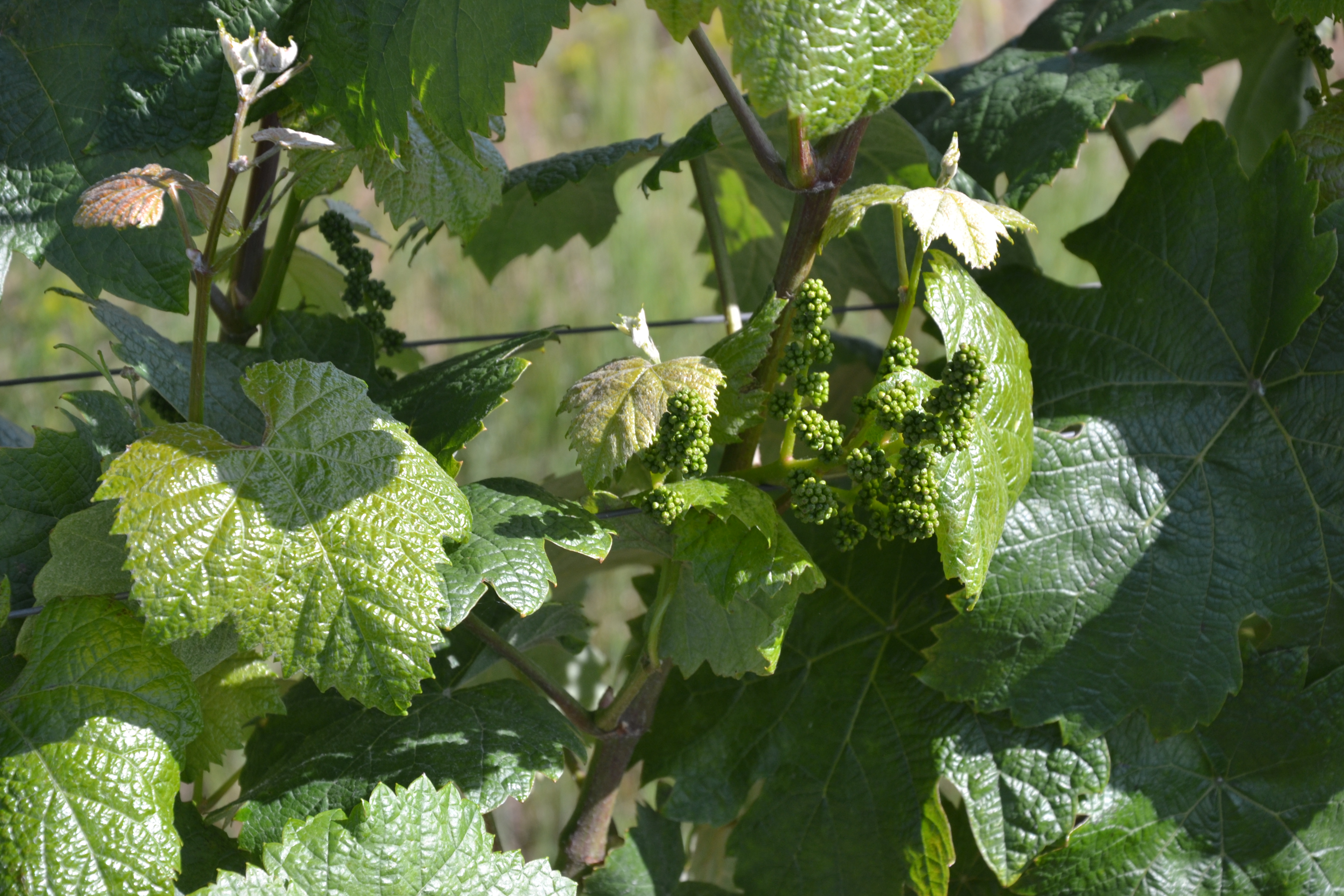
Weinrebe der AOC Madiran

Die Landwirtschaft ist traditionell der wichtigste Wirtschaftsfaktor der Gemeinde. Lasserre liegt in den Zonen AOC der Weinanbaugebiete des Béarn, Madiran und Pacherenc du Vic-Bilh.

### Verkehr
Lasserre ist angeschlossen an die Routes départementales 139 und 299.